# دامون ده
دامون ده در شهرستان ازنا، بخش مرکزی، دهستان پاچه لک غربی، ۷۵۰ متری شمال غربی روستای علی‌آباد واقع شده و این اثر در تاریخ ۲۸ اسفند ۱۳۸۵ با شمارهٔ ثبت ۱۸۳۱۹ به‌عنوان یکی از آثار ملی ایران به ثبت رسیده است.